# Coppa delle Coppe 1981-1982 (pallamano maschile)
La Coppa delle Coppe 1981-1982 è stata la 7ª edizione del torneo europeo di pallamano riservato alle squadre vincitrici delle coppe nazionali. È stata organizzata dall'International Handball Federation, la federazione internazionale di pallamano. La competizione è iniziata il 4 ottobre 1981  si è conclusa l'8 maggio 1982.
Il torneo è stato vinto dalla compagine tedesca orientale del HC Empor Rostock per la 1ª volta nella sua storia.

## Risultati

### Primo turno
| Squadra 1                  | Squadra 2           | Andata                            | Ritorno                           | Totale  |
| -------------------------- | ------------------- | --------------------------------- | --------------------------------- | ------- |
| Aarhus KFUM                | Ystad IF            | Aarhus                            | Ystad                             | 44 - 47 |
| Aarhus KFUM                | Ystad IF            | 28 - 25                           | 16 - 22                           | 44 - 47 |
| BSV Berna                  | KV Sasja HC Hoboken | Berna                             | Hoboken, 10 ottobre 1981          | 47 - 35 |
| BSV Berna                  | KV Sasja HC Hoboken | 20 - 22                           | 27 - 13                           | 47 - 35 |
| HB Eschois Fola            | Maccabi Netanya     | Esch-sur-Alzette, 10 ottobre 1981 | Esch-sur-Alzette, 11 ottobre 1981 | 25 - 38 |
| HB Eschois Fola            | Maccabi Netanya     | 17 - 21                           | 9 - 17                            | 25 - 38 |
| CSL Dijon                  | VfL Gunzburg        | Digione, 4 ottobre 1981           | Günzburg                          | 33 - 51 |
| CSL Dijon                  | VfL Gunzburg        | 17 - 24                           | 16 - 27                           | 33 - 51 |
| Voslauer HC                | Panathīnaïkos       | Bad Vöslau                        | Atene                             | 85 - 45 |
| Voslauer HC                | Panathīnaïkos       | 42 - 20                           | 43 - 23                           | 85 - 45 |
| Cassano Magnago HC         | Bakasi Istanbul     | Cassano Magnago                   | Istanbul, 13 ottobre 1981         | 62 - 50 |
| Cassano Magnago HC         | Bakasi Istanbul     | 36 - 21                           | 26 - 29                           | 62 - 50 |
| IFK Helsinki               | HV Sittardia        | Helsinki                          | Sittard                           | 35 - 42 |
| IFK Helsinki               | HV Sittardia        | 15 - 20                           | 20 - 22                           | 35 - 42 |
| Knattspyrnufélagið Þróttur | Kristiansand IF     | Reykjavík                         | Kristiansand, 13 ottobre 1981     | 42 - 37 |
| Knattspyrnufélagið Þróttur | Kristiansand IF     | 24 - 21                           | 18 - 16                           | 42 - 37 |
| SL Benfica                 | HC Liverpool        | Lisbona                           | Liverpool                         | 75 - 29 |
| SL Benfica                 | HC Liverpool        | 37 - 12                           | 38 - 17                           | 75 - 29 |

### Ottavi di finale
| Squadra 1            | Squadra 2                  | Andata                    | Ritorno                    | Totale  |
| -------------------- | -------------------------- | ------------------------- | -------------------------- | ------- |
| Ystad IF             | HC Empor Rostock           | Ystad                     | Rostock                    | 46 - 49 |
| Ystad IF             | HC Empor Rostock           | 27 - 21                   | 19 - 28                    | 46 - 49 |
| Maccabi Netanya      | BSV Berna                  | Netanya, 12 novembre 1981 | Netanya, 14 novembre 1981  | 33 - 61 |
| Maccabi Netanya      | BSV Berna                  | 16 - 33                   | 17 - 28                    | 33 - 61 |
| VIF Dimitrov Sofia   | VfL Gunzburg               | Sofia                     | Günzburg, 18 novembre 1981 | 49 - 54 |
| VIF Dimitrov Sofia   | VfL Gunzburg               | 30 - 29                   | 19 - 25                    | 49 - 54 |
| Budapesti Elektromos | TUS Nettlestedt Lubecca    | Budapest                  | Lubecca                    | 37 - 36 |
| Budapesti Elektromos | TUS Nettlestedt Lubecca    | 23 - 21                   | 14 - 15                    | 37 - 36 |
| Cassano Magnago HC   | Voslauer HC                | Cassano Magnago           | Bad Vöslau                 | 51 - 44 |
| Cassano Magnago HC   | Voslauer HC                | 26 - 22                   | 25 - 22                    | 51 - 44 |
| HV Sittardia         | Knattspyrnufélagið Þróttur | Sittard                   | Reykjavík                  | 35 - 39 |
| HV Sittardia         | Knattspyrnufélagið Þróttur | 20 - 19                   | 15 - 20                    | 35 - 39 |
| FC Barcelona         | SL Benfica                 | Barcellona                | Lisbona                    | 66 - 34 |
| FC Barcelona         | SL Benfica                 | 37 - 17                   | 29 - 17                    | 66 - 34 |
| HC Dukla Praga       | RK Medveščak               | Praga                     | Zagabria                   | 45 - 36 |
| HC Dukla Praga       | RK Medveščak               | 23 - 16                   | 22 - 20                    | 45 - 36 |

### Quarti di finale
| Squadra 1                  | Squadra 2            | Andata    | Ritorno              | Totale  |
| -------------------------- | -------------------- | --------- | -------------------- | ------- |
| HC Empor Rostock           | BSV Berna            | Rostock   | Berna, 28 marzo 1982 | 40 - 32 |
| HC Empor Rostock           | BSV Berna            | 20 - 16   | 20 - 16              | 40 - 32 |
| VfL Gunzburg               | Budapesti Elektromos | Günzburg  | Budapest             | 55 - 50 |
| VfL Gunzburg               | Budapesti Elektromos | 28 - 21   | 27 - 29              | 55 - 50 |
| Knattspyrnufélagið Þróttur | Cassano Magnago HC   | Reykjavík | Cassano Magnago      | 61 - 38 |
| Knattspyrnufélagið Þróttur | Cassano Magnago HC   | 32 - 19   | 29 - 19              | 61 - 38 |
| HC Dukla Praga             | FC Barcelona         | Praga     | Barcellona           | 49 - 43 |
| HC Dukla Praga             | FC Barcelona         | 27 - 26   | 22 - 17              | 49 - 43 |

### Semifinali
| Squadra 1                  | Squadra 2      | Andata    | Ritorno  | Totale  |
| -------------------------- | -------------- | --------- | -------- | ------- |
| HC Empor Rostock           | VfL Gunzburg   | Rostock   | Günzburg | 43 - 39 |
| HC Empor Rostock           | VfL Gunzburg   | 24 - 17   | 19 - 22  | 43 - 39 |
| Knattspyrnufélagið Þróttur | HC Dukla Praga | Reykjavík | Praga    | 36 - 44 |
| Knattspyrnufélagið Þróttur | HC Dukla Praga | 17 - 21   | 19 - 23  | 36 - 44 |

### Finale
| Squadra 1      | Squadra 2        | Andata               | Ritorno                | Totale  |
| -------------- | ---------------- | -------------------- | ---------------------- | ------- |
| HC Dukla Praga | HC Empor Rostock | Praga, 2 maggio 1982 | Rostock, 8 maggio 1982 | 35 - 36 |
| HC Dukla Praga | HC Empor Rostock | 17 - 14              | 18 - 22                | 35 - 36 |

## Campioni
| Vincitore della Coppa delle Coppe 1981-1982 |
| ------------------------------------------- |
| HC Empor Rostock 1º titolo                  |